# Night Warriors: Darkstalkers' Revenge
Pour les articles homonymes, voir Darkstalkers' Revenge.
Night Warriors: Darkstalkers' Revenge (ヴァンパイア ハンター Darkstalkers' Revenge, Vampire Hunter: Darkstalkers' Revenge) est un jeu vidéo de combat développé et édité par Capcom en avril 1995 sur CP System II. C'est le second jeu de la série Darkstalkers,.

## Système de jeu
Le système de combat de Night Warriors: Darkstalkers' Revenge se compose de 6 boutons: Coups de pied et coups de poing faibles, moyen et fort. Il est possible d'activer une garde aérienne. Chaque personnage dispose d'une jauge de SUPER, se remplissant au fur et à mesure des coups portés. Elle permet d'effectuer la "ES Special", utilisant une partie de la jauge de SUPER) et la "EX Special" utilisant la totalité de la jauge de SUPER.
Quelques ajouts sont à noter, par rapport à Darkstalkers: The Night Warriors, comme la possibilité de conserver pendant tout un combat la jauge de SUPER, l'ajout d'un mode activant automatiquement la garde et la possibilité d'enchaîner des combos.

## Scénario
Pyron décide d'envahir la Terre afin de l'ajouter à sa collection de planètes. Les monstres les plus féroces de la planète, les Darkstalkers, sont alors le dernier rempart de l'humanité contre l'envahisseur...

## Portages
- Saturn : 1996
- PlayStation 2 : 2005, dans la compilation Vampire: Darkstalkers Collection